# Шерадзки окръг
 Шерадзки окръг (на полски: Powiat sieradzki) е окръг в Централна Полша, Лодзко войводство. Заема площ от 1490,83 км2. Административен център е град Шерадз.

## География
Окръгът се намира в историческата област Шерадзка земя. Разположен е в западната част на войводството.

## Население
Населението на окръга възлиза на 120 699 души (2012 г.). Гъстотата е 81 души/км2.

## Административно деление
Административно окръгът е разделен на 11 общини.
Градска община:
- Шерадз

Градско-селски общини:
- Община Блашки
- Община Варта
- Община Злочев

Селски общини:
- Община Бжежньо
- Община Броншевице
- Община Буженин
- Община Вроблев
- Община Гошчанов
- Община Кльонова
- Община Шерадз

## Фотогалерия
- Блашки
- Варта
- Злочев
- Шерадз